# Kommerkion
Kommerkion (stgr. κωμμερκιων)  - cło w wysokości 10% wartości towaru, nakładane przez władze Bizancjum na towary importowane i eksportowane lub tylko wwożone do Konstantynopola. Pod nazwą "kommerkion" mógł również występować podatek od transakcji zawieranych przez kupców, szczególnie z obcokrajowcami.